# Annie (musical)

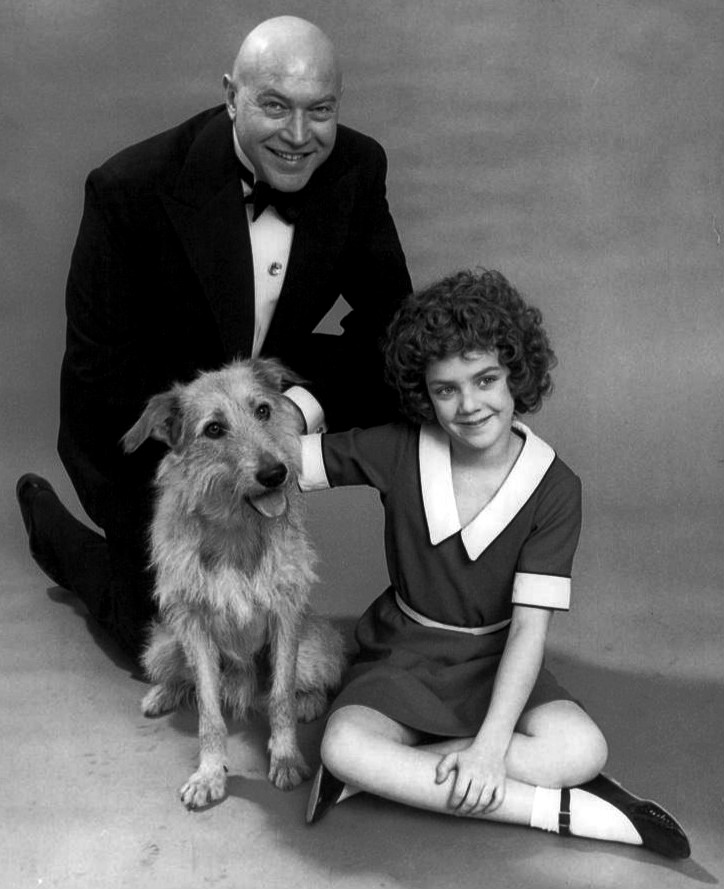
Foto publicitária de Andrea McArdle como Annie, Reid Shelton como Daddy Warbucks e Sandy do musical da Broadway Annie.

Annie é um musical com música de Charles Strouse, letras de Martin Charnin e libreto de Thomas Meehan.
Foi baseado na história em quadrinhos Little Orphan Annie (“Annie, a Pequena Órfã”) de Harold Gray.
A produção original da Broadway estreou em 1977 e foi apresentado durante quase seis anos, estabelecendo um recorde para o Teatro Alvin (agora o Neil Simon Theatre). Ela foi nomeada para nove prêmios Tony, vencendo seis, incluindo o de melhor musical.
Em 1982, o musical se transformou em um filme para cinema, dirigido por John Huston.
Em 2018, o espetáculo foi realizado no Brasil, no Teatro Santander, em São Paulo, sob direção e versão de Miguel Falabella e produção do Atelier de Cultura, gerido por Carlos Cavalcanti, Cleto Baccic e Vinícius Munhoz. No elenco, grandes nomes como Ingrid Guimarães e Sara Sarres, além de Cleto Baccic e do próprio Falabella.
Em 2020, esta versão de Miguel Falabella foi montada no Teatro Riachuelo (antigo Cine Palácio), no Rio de Janeiro, com produção do CEFTEM - Centro de Estudos e Formação em Teatro Musical, contando com um elenco de vários nomes conhecidos, não apenas do palco mas também da TV e do cinema.